# Летающий калакукко
«Летающий калакукко» (фин. Lentävä kalakukko), шведское название — «Эса „летит“ в Куопио» (швед. Esa «flyger» till Kuopio) — финский фильм 1953 года.

## Сюжет
Разбойничья шайка — Вилле, Леэви, Калле и их предводитель Кулаус по прозвищу «Калека» — совершает ограбление. Пытаясь скрыться от полиции, грабители решают уехать на скором поезде Хельсинки — Куопио, который называется «Летающий калакукко». Однако полиции становится известно об их планах, и стражи порядка сообщают проводнику Самули Саастамойнену, что у него в поезде должны ехать грабители, и поручают ему выявить и поймать их. Хотя разбойники договариваются не вступать в разговоры ни с кем из пассажиров, чтобы случайно не выдать себя, весёлый и простоватый на первый взгляд проводник Саастамойнен сбивает бандитов с толку, так как ведёт себя совершенно естественно, шутит и разговаривает с пассажирами на светские темы, поёт, играет на гармошке и мандолине. В конце концов налётчики выдают себя.

## В ролях
- Эса Пакаринен — Самули Саастамойнен
- Май-Бритт Хейо — Молли
- Сиири Ангеркоски — Йенни
- Куллерво Кальске — Юрьё
- Армас Йокио — Алекси
- Лео Ляхтеенмяки — Кулаус
- Матти Аулос
- Ирья Ранникко
- Ханнес Вейво — Калле
- Маса Ниеми — Лееви Линдрос
- Вилле Салминен — Вилле
- Антон Соини
- Кауко Кокконен — полицейский
- Урхо Лахти
- Эйно Кайпиайнен — агент Ряйккёнен
- Хольгер Салин
- Лееви Линко
- Нина Линдель
- Пентти Ирьяла
- Хеймо Леписто
- Сеппо Сариола
- Сиркка Брейдер
- Лассе Пихлаямаа
- Анни Рёнккё
- Вейкко Линна
- Нестори Лампи
- Эркки Ило
- Эско Янтунен
- Унто Куханкоски
- Тапио Раутаваара
- Кауко Лаурикайнен
- Мауно Энрот
- Мауно Хювёнен
- Лассе Сакселин
- Эско Маннермаа

## Интересные факты
- Именно в этом фильме актёры Эса Пакаринен и Маса Ниеми впервые снялись вместе. Позже их дуэт стал широко известен благодаря серии фильмов Пекка и Пяткя (фин. Pekka ja Pätkä), поэтому в более поздних постановках этот фильм часто ошибочно назывался «Пекка и Пяткя в роли проводников» (фин. Pekka ja Pätkä konduktööreinä).
  - В заставке к фильму впервые в истории финского кино была использована анимация. В ней изображается поезд с локомотивом в виде головы рыбы с гребешком и хвостом петуха (финское слово «kalakukko» в дословном переводе означает «kala» — рыба и «kukko» — петух, это блюдо финской национальной кухни), название фильма может быть переведено как «Летающий рыбопетух».

### Видеоматериалы
- Фильм целиком
- Главная музыкальная тема фильма (исп. Эса Пакаринен)